# Sly and the Family Stone
 (juin 2025).
Si vous disposez d'ouvrages ou d'articles de référence ou si vous connaissez des sites web de qualité traitant du thème abordé ici, merci de compléter l'article en donnant les références utiles à sa vérifiabilité et en les liant à la section « Notes et références ».
Sly and the Family Stone est un groupe de musique américain originaire de San Francisco pratiquant un mélange de funk, soul, rock et musique psychédélique. Actif entre 1967 et 1983, le groupe a eu une influence considérable sur de très nombreux artistes pop de son époque, notamment de par son approche multiraciale. Sly and the Family Stone est également l'un des premiers groupes de l'histoire du rock américain comptant des membres de sexes et d'origines ethniques différents.
Dirigé par le compositeur-interprète, producteur et multi-instrumentiste Sly Stone, le groupe est, comme son nom l'indique, en grande partie constitué de membres de sa propre famille. Son mélange inédit d'ingrédients musicaux considérés à l'époque comme antagonistes lui a valu un grand succès auprès du public (les quatre albums du groupe, ainsi que de nombreux singles, ont tous été bien classés dans les charts) et une influence énorme sur la pop, le rock mais aussi le rap (le groupe a été très souvent samplé). L'écrivain Joel Selvin, auteur d'une biographie du groupe, a ainsi déclaré : « Il  existe deux types de musique noire : la musique noire d'avant Sly Stone, et celle d'après. »
Le groupe s'est finalement séparé en 1975 à cause de rivalités entre ses membres, et surtout des problèmes de drogue de Sly Stone. Celui-ci a néanmoins continué à se produire sous le nom de Sly and the Family Stone jusqu'en 1987, date à laquelle il a été condamné pour usage de cocaïne.
Sly and the Family Stone a été intronisé au Rock'n'roll Hall of Fame en 1993.
En 2007, Sly Stone fait un retour sur scène, pour une tournée d'été. Ses fans ont eu l'occasion de le voir plus longtemps que lors de son apparition éclair aux Grammy Awards en 2006.

## Biographie
La famille Stewart est originaire de Denton (Texas) et est composée de cinq enfants : Loretta, Sylvester, Freddie, Rose et Vaetta. Issus de la classe moyenne et profondément attachés au culte religieux, KC et Alpha Stewart élèvent leurs enfants selon les principes de l’Eglise évangélique afro-américaine tout en les encourageant à s’épanouir dans la musique.
Après avoir déménagé à Vallejo (Californie), en 1952, les quatre plus jeunes des enfants Stewart forment leur tout premier groupe, « The Stewart Four », dont l’aîné est Sylvester, alors âgé de neuf ans. La même année, ils sortent un disque 78 tours sur lequel figurent les chansons : On the  Battlefield of the Lord (face A) et Walking in Jesus' Name (face B). Leur sœur aînée, Loretta, est la seule à ne pas participer à l’aventure musicale.
Entretemps, Sylvester et sa fratrie apprennent à jouer de multiples instruments et lors de leurs années au lycée, Freddie et lui furent membres de nombreux groupes. Sylvester rejoignit finalement The Viscaynes, groupe de doo-wop qui sortit quelques disques sur la scène locale, tout en enregistrant de son côté quelques titres en solo, sous le pseudonyme de Danny Stewart.
En 1963, Sylvester devint programmateur musical d’une radio, KSOL, basée à San Francisco, endossant le patronyme de Sly Stone. Il intégra à la playlist de la radio des chansons des Beatles et des Rolling Stones, chansons faites par des Blancs auxquelles étaient peu habitués les auditeurs de KSOL, diffusant traditionnellement de la musique noire. Simultanément, Sylvester occupa le poste de producteur de Autumn Records, une maison de disques produisant des groupes de la région de San Francisco, tels que The Beau Brummels, The Great Society ou The Mojo Men. Sly Stone produit un titre qui connut le succès dans les charts US, C’mon and Swin, de Bobby Freeman, tandis que de son côté il continuait d’enregistrer des titres en solo qui demeurèrent confidentiels.

### Les débuts du groupe
En 1966, Sly Stone forme un nouveau groupe, Sly and the Stoners, dont la trompettiste était une de ses amies, Cynthia Robinson. À peu de temps près, Freddie crée lui aussi son groupe, Freddie and the Stone Souls, Gregg Errico officiant à la batterie. Comme le suggère un des amis de Sly, le saxophoniste Jerry Martini, Sly et Freddie décident finalement de fusionner leurs deux groupes pour finalement former Sly and the Family Stone, à la fin de l'année 1966. Comme Freddie et Sly étaient tous deux guitaristes, Sly désigne son frère comme guitariste principal des Family Stone et apprend à jouer du synthétiseur. Pendant ce temps, Sly recruta Larry Graham pour officier à la basse.
Vaetta Stewart veut également rejoindre le groupe : elle et ses amies, Mery McCreary et Elva Mouton, font partie d'une formation de gospel appelée The Heavenly Tones. Sly débauche les adolescentes directement à la sortie du lycée pour former les Little Sisters, les futurs choristes de Sly and the Family Stone.
Peu de temps après sa sortie, le single I Ain't Got Nobody devient un hit et Clive Davis, le directeur de CBS Records, signe le groupe sous le label Epic Records. Le premier album de Sly and the Family Stone, A Whole New Thing, sort en 1967 et est salué par la critique, notamment par des musiciens tels que Mose Allison ou Tony Bennett. Les chiffres de vente restent cependant relativement bas et valent au groupe de ne pouvoir jouer que dans des salles modestes.
Clive Davis prend donc son rôle de producteur au sérieux et conseille à Sly d’écrire et d’enregistrer une chanson populaire, de manière à pénétrer les charts ; non sans réticences, Sly et le groupe enregistrent Dance to the Music. Le succès ne se fait pas attendre, dès sa sortie, en février 1968, le single accrochant la huitième place au Hit Parade américain. Entretemps, Rose (une autre sœur Stewart) rejoint le groupe et officie au chant et au piano. Sa présence au sein du groupe avait toujours été demandée par ses frères, mais venant de trouver un emploi chez un disquaire, elle eut du mal à quitter un travail aussi stable.
En 1968, Sly & The Family Stone s’élancent sur la route pour une tournée américaine, marquant les esprits par leurs prestations pleines d’énergie et leurs accoutrements pour le moins originaux. L’album Dance to the Music connaît un succès commercial important, ce qui ne sera pas le cas de son successeur, Life. En septembre 1968, le groupe a l’occasion de faire une tournée internationale qui doit commencer par le Royaume-Uni. Ils ne vont cependant pas plus loin, Graham se faisant arrêter pour possession illégale de marijuana. De plus les relations entre le groupe et les organisateurs de concerts ne sont pas toujours des plus satisfaisantes.

### Musique, philosophie, et héritage musical
Sly Stone produisit et joua sans se soucier des origines ethniques de ses collaborateurs, travaillant avec autant de Blancs que de Noirs au début de sa carrière. De la même façon, la musique de Sly and the Family Stone est un melting pot de cultures et d’influences différentes, mélangeant le proto funk de James Brown avec la soul de la Motown et de Stax, le music-hall de Broadway ou encore le rock psychédélique. Les guitares wah-wah, les lignes de basses grésillantes et les partitions d'orgues tirées de musiques d'église se mélangeaient pour former l'arrière-plan de la musique sur laquelle chantaient les choristes. Sly Stone, Freddie Stone, Larry Graham et Rose Stone tiraient profit de la diversité que chacun de ces styles pouvait apporter, créant des arrangements atypiques et révolutionnaires dans la musique populaire de l'époque. Cynthia Robinson invectivait à gorge déployée le groupe comme le public, les poussant par exemple à « se  lever et bouger au rythme de la  musique » (get on up and dance to the music!) et demandant que « tous les ringards dégagent !» (All the squares go home!).
Les paroles de leurs chansons étaient en général des plaidoyers pour l'amour, la paix et la compréhension entre les peuples. L’image de cette bataille contre le racisme, la discrimination et la haine de l'autre fut renforcée par la diversité ethnique de groupe lui-même. Gregg Enrico et Jerry Martini furent membres du groupe à une époque où les groupes mixtes étaient quasi inexistants, la fin de la ségrégation venant juste d'être encouragée par la loi. Cynthia Robinson et Rosie Stone ne se contentaient pas de faire les chœurs ou d'offrir aux spectateurs la vue d'une présence féminine sur scène, mais étaient des instrumentistes à part entière. Le style de chant du groupe, emprunté à la musique gospel, rendit le groupe particulièrement populaire et apprécié auprès du public noir. Les éléments plus rock et leurs accoutrements détonants - la gigantesque coupe afro arborée par Sly, ses pantalons de cuir moulants, la perruque blonde de Rose et les vêtements bariolés des autres membres - captaient l'attention du grand public.
Bien que jusqu'en 1968 la chanson Dance to the Music fut le seul single du groupe qui eût eu un succès commercial, les sonorités de leurs deux albums Dance to the Music et Life influencèrent l'ensemble de l'industrie musicale. Le langoureux son de la Motown, basé sur le piano, fut bientôt dépassé, et aussitôt remplacé par la soul psychédélique. Des lignes de guitares similaires à celles jouées par Freddie Stone commencèrent à avoir des échos chez d'autres artistes, comme les Isley Brothers (It's Your Thing) ou Diana Ross and the Supremes (Love Child). Larry Graham inventa la technique du slap à la basse, qui devint par la suite un élément emblématique du funk. Certains musiciens changèrent radicalement leur façon de jouer pour s'approcher du son de Sly and the Family Stone, notamment le producteur de la Motown, Norman Whitfield, qui dirigea The Temptations vers un son plus soul psychédélique, comme sur le morceau Cloud Nine sorti en 1968 et récompensé par un Grammy. Le son caractéristique du groupe eut aussi une influence non négligeable sur la musique de Michael Jackson, des Jackson 5, de The Undisputed Truth, de George Clinton and the Parliament, de Funkadelic, d'Arrested Development et plus récemment de Black Eyed Peas.

### Stand!(1969)
À la fin de l'année 1968, Sly and the Family Stone sort le single Everyday People, qui devient la première chanson du groupe à être classée numéro un au hit parade. Everyday People est un cri de protestation envers les préjugés en tout genre. Il sert de single au quatrième album du groupe, Stand!, qui sortit le 3 mai 1969. Cet album se vend à plus de trois millions d’exemplaires et est considéré aujourd'hui comme l'un des summum artistiques du groupe. On peut trouver sur ce disque le titre éponyme, Stand!, classé 22e des « charts » américains ainsi que les singles I Want to Take You Higher, Don't Call Me Nigger, Whitey, Sex Machine et You Can Make It If You Try.
Le succès retentissant de l'album permet à Sly and the Family Stone de pouvoir participer au Festival de Woodstock. Le groupe a l'occasion de jouer à l'aube du 17 août 1969, une prestation appréciée et jugée comme une des meilleures du festival ; le groupe enchaîne ensuite dans la même journée avec une prestation au Harlem Cultural Festival. Un nouvel album, sans single cette fois-ci, Hot Fun In Summertime/Fun, sorti le même mois, est classé numéro deux dans les charts US. En 1970, la sortie du film documentaire Woodstock permet aux singles Stand! et I Want to Take You Higher d'être réédités, cette dernière chanson devenant par la même occasion la face A du disque : celui-ci entre dans le Top 40.

### Tensions internes et changement de manager
La récente popularité du groupe et son succès auprès du grand public lui causent de nombreux problèmes. Les relations au sein du groupe vont en se détériorant, des tensions apparaissent, notamment entre les frères Stone et Larry Graham. Leur maison de disques, Epic, leur demande d'enregistrer davantage. Les Black Panthers suggèrent à Sly de politiser davantage sa musique et de la rendre plus symbolique du mouvement Black Power, en remplaçant par exemple Gregg Errico et Jerry Martini par des musiciens noirs et en limogeant le manager du groupe, David Kapralik.
Après s'être déplacés dans la région de Los Angeles fin 1969, Sly Stone et son groupe deviennent des consommateurs de drogues assidus, essentiellement de la cocaïne et de la phencyclidine (PCP). Alors que le groupe passe de plus en plus de temps à faire la fête et s'enlise dans la drogue (Sly porte systématiquement sur lui un étui de violon rempli de drogue), les enregistrements se font de plus en plus rares. Entre l'été 1969 et fin 1971, le groupe n'enregistre qu'un seul et unique titre Thank You (Falettinme Be Mice Elf Again) / Everybody Is a Star, qui sort en décembre 1969. Bien que Star soit une chanson positive dans la veine de Everyday People, le titre transmet la colère et l'amertume de Sly and the Family Stone, qui déclarent à l'unisson qu'ils ne peuvent plus prétendre être ce qu'ils ne sont plus - joyeux, en harmonie... - et remercient leur public pour « les laisser de nouveau être ce qu'ils sont ». Thank You atteint le haut du Top100 en février 1970.

### 1970–1971, une période creuse
En 1970, Sly passe la plus grande partie de son temps à se droguer. Il devient fantasque et lunatique et manque un tiers des concerts donnés par le groupe cette année-là. Leurs apparitions en direct à la télévision, dans des shows tels que The Mike Douglas Show ou The Dick Cavett Show dégénérèrent de manière imprévisible. C'est à ce moment que Sly engage ses amis de la rue, Hamp "Bubba" Banks et J.B. Brown en tant que managers, ceux-ci engageant à leur tour des gangsters, Edward "Eddie Chin" Elliott et le mafioso J.R. Valtrano, comme gardes du corps de Sly. Sly recruta ce type de personnes essentiellement pour s'occuper de ses affaires personnelles, acheter de la drogue, mais aussi pour le protéger de ses potentiels ennemis – il soupçonne même certains membres du groupe d’en avoir après lui. Une barrière s'élève alors entre Sly et le reste du groupe ; au début de l'année 1971, le batteur Gregg Errico est le premier à quitter le navire. Il est remplacé par une ribambelle de batteurs temporaires jusqu'à ce que Sly choisisse finalement Gerry Gibson. Gibson ne reste cependant qu'un an au sein du groupe avant d'être remplacé par Andy Newmark, en 1973.
Pour satisfaire les fans, demandeurs de nouvelles chansons, Epic ré-édite certains disques : A Whole New Ting ressortit avec une nouvelle pochette, et plusieurs des titres les plus populaires de Family Stone furent regroupés dans la première compilation du groupe, Greatest Hits, qui décrocha la deuxième place du Top200 en 1970.
Durant cette période, Sly Stone négocie un nouveau contrat avec Atlantic Records, qui lui alloue son propre label, Stone Flower Productions. Stone Flower sortit quatre titres : un de l'artiste Rhythm and Blues Joe Hicks, un d'un groupe appelé 6IX et deux des Little Sisters : You're the One et Somebody's Watching You, une reprise d'une chanson de l'album Stand!. Pour des raisons floues, l'intérêt de Sly pour Stone Flower diminua progressivement et le label fut fermé en 1971. La chanson Somebody's Watching You des Little Sisters est l'une des premières chansons à avoir bénéficié d'une boîte à rythme.

### There's a Riot Goin' On(1971)
À la fin de l'année 1971, Sly and the Family Stone reviennent avec un nouveau single, Family Affair, qui est sur la plus haute marche du Top 100. Family Affair fut le titre-phare du cinquième album du groupe attendu depuis si longtemps, There's a Riot Goin' On, qui se classa directement à la première place des charts dès sa sortie en novembre 1971. En lieu et place de ce mélange de rock et de soul gai et radieux, représentatif de l'état d'esprit des années 1960, There's a Riot Goin' On sert au public une instrumentation plus sombre, une batterie au son plus électronique et moins présente et de longs gémissements représentant la désillusion subie par beaucoup au début des années 1970. L'album est caractérisé par un nombre important de sifflements sur l'enregistrement, conséquences des multiples réenregistrements et de la post synchronisation effectués par Sly durant la production du disque.
La grande partie de l'instrumentation de l'album aurait été faite par Sly lui-même, ne demandant l'aide du reste du groupe et de quelques-uns de ses amis – parmi lesquels Billy Preston, Ike Turner et Bobby Womack – que pour quelques parties instrumentales additionnelles. (You Caught Me) Smilin'  et Runnin' Away sortent également en singles et connaissent un certain succès commercial.
Après la sortie de l'album Riot, certains changements ont lieu quant aux membres du groupe. Début 1972, Jerry Martini contacte Sly et ses managers pour leur demander l'argent qu'on lui doit ; le saxophoniste Pat Rizzo est engagé en tant que remplaçant potentiel de Martini si celui-ci se montre encore suspicieux vis-à-vis de la gestion financière du groupe. Rizzo et Martini restent finalement tous deux dans le groupe. C’est plus tard au cours de la même année que les tensions entre Sly et Larry Graham atteignent leur paroxysme. À la suite d'un concert, une bagarre éclate entre l'entourage de Graham et celui de Sly : Bubba Banks et Eddie Chin étant convaincus que Larry a engagé un tueur à gage pour éliminer Sly, ils attaquent violemment les associés de Graham. Graham et sa femme doivent s'échapper par la fenêtre de l'hôtel puis, aidés par Patt Rizzo, ils se réfugient dans un endroit plus sûr.
Incapable de continuer à travailler aux côtés de Sly, Graham quitte immédiatement la Family Stone et lance un nouveau groupe, Graham Central Station (en), qui connaît le succès, jouant le même genre de musique que la Family Stone. Après une courte période durant laquelle Bobby Womack joue les remplaçants à la basse, la place de Graham est confiée à Rusty Allen, un jeune homme de dix-neuf ans.

### Fresh(1973) etSmall Talk(1974)
Malgré la perte de toute la section rythmique originale et l'escalade de la consommation de cocaïne de Sly, l'album suivant, Fresh, sort en 1973. Le son de Sly and The Family Stone est alors devenu plus dépouillé, avec une instrumentation moins importante, laissant cependant une place plus importante à des rythmes syncopés complexes. Sly post-produit les masters, comme il l'avait fait précédemment pour Riot. Bien que l'album reçoive un accueil mitigé des critiques lors de sa sortie et pas une attention comparable à celle des albums précédents, Fresh est tout de même considéré comme l'un des albums funk les plus importants jamais réalisés. Family Stone reprend une chanson de Doris Day, Que Sera, Sera (Whatever Will Be, Will Be), en version gospel, chantée par Rose Stone, tandis que le single If You Want Me To Stay entre dans le Top20 US.
Le successeur de Fresh, Small Talk, sort en 1974 et est reçu par des critiques en demi-teintes et de faibles ventes. Le premier single de l'album, Time for Livin' , devint le dernier titre de Family Stone à avoir sa place dans le Top40. Loose Booty, leur second single, atteint la 84e place.

### Dissolution du groupe
Les apparitions de Sly and the Family Stone sur scène se font de plus en plus rares au cours des années 70, les organisateurs craignant que Sly ou l'un des autres membres du groupe ne se présente pas au concert, refuse de jouer ou ait consommé trop de drogue pour jouer convenablement. Ce genre de problème est monnaie courante pour le groupe et a un impact sur leur capacité à remplir des salles ; les spectateurs redoutant à chaque fois une annulation de dernière minute. Lors de nombreux concerts, les spectateurs créent des émeutes si le groupe ne se présente pas ou si Sly quitte la salle avant la fin du concert. Ken Robert devient le manager du groupe lorsqu'aucune autre personne ne veut occuper cette place, rendue des plus difficiles compte tenu de leur difficulté à trouver des salles désireuses d’accueillir le groupe. En janvier 1975, le groupe réserve lui-même le Radio City Music Hall mais ne parvient qu'à la remplir au huitième de sa capacité, obligeant Sly et ses acolytes à faire les fonds de tiroirs pour pouvoir ensuite rentrer chez eux. À la suite de cet évènement, le groupe se dissout.
Rose Stone est alors débauchée du groupe par Bubba Banks, son mari à l'époque. Elle commence alors une carrière solo, enregistrant un album dans le style de la Motown sous le nom de Rose Banks, en 1976. Freddie Stone rejoint pour quelque temps le groupe de Larry Graham, Graham Central Station. Après avoir collaboré une dernière fois avec son frère en 1979 sur l'album Back On The Right Track, il se retire de l'industrie musicale pour exercer le métier de pasteur au sein du centre évangélique de Vallejo (Californie). Le groupe Little Sister est dissous également, et Mary McCrary épouse Leon Russel et travaille à ses côtés sur de nouveaux projets musicaux. Andy Newmark accompagne à la batterie de nombreux groupes lors de leurs tournées, comme Roxy Music, BB King, Steve Winwood et d'autres.

### Impact et influence de leurs derniers albums
Les derniers accomplissements de Sly & the Family Stone ont autant d'influence que leurs débuts. There's a Riot Goin' On, Fresh et Small Talk sont considérés comme ayant leur place parmi les meilleurs exemples de ce que peut être le funk. Le musicien jazz Herbie Hancock s'inspire du son de Sly & the Family Stone pour s'orienter vers une musique plus électrique, quand il enregistre Head Hunters (1973). Miles Davis lui-même est influencé de la même manière sur l’album On The Corner. D'autres artistes comme Michael Jackson, Prince, Chuck D ou John Mayer déclarent aussi avoir été influencés par la musique post-1970 de Sly & the Family Stone.
Le titre Thank You (Falettinme Be Mice Elf Again) a largement influencé le titre Rhythm Nation de la chanteuse Janet Jackson sur l'album Rhythm Nation 1814. En effet, les riffs de guitares du titre sont représentatifs du son funk de Sly avec toutefois une rythmique plus représentative des années 1990. Sur l'album Blood on the Dance Floor de Michael Jackson figure un remix du titre Scream (Scream Louder, Flyte Time Remix). Ce remix reprend les fameuses guitares et la basse en arrière-plan typique du morceau Thank You de Sly.

### Sly et sa carrière solo
Sly enregistre deux albums de plus pour Epic : High on You (1975) et Heard You Missed Me, Well I'm Back (1976). High On You est vendu comme un album solo de Sly tandis que Heard You Missed Me, Well I'm Back est étiqueté Sly & The Family Stone, bien que ce ne soit pas le cas musicalement parlant : Sly continue de collaborer avec certains membres originaux de Family Stone de temps à autre, mais le groupe en lui-même n'existe plus. Sur le disque, la plupart des instruments sont joués par Sly, et il se fait accompagner par un groupe en concert. Ses principaux collaborateurs sont Cynthia Robinson et Pat Rizzo, de Family Stone et les choristes Lynn Mabry et Dawn Silva, qui se séparent de Sly en 1976 pour former The Brides of Frankenstein deux ans plus tard, en 1978. Epic libère Sly de son contrat en 1977 et en 1979 sort l’album 10 Years Too Soon, un album de remix incluant des versions disco des plus grands hits des années 1960, de Sly & Family Stone.
Sly signe ensuite chez Warner Bros. Records et enregistre Back On The Right Tracks (1979). Bien que les noms de Freddie et Rose Stone figurent sur la pochette, Sly est incapable de retrouver le succès et la gloire qu'il connut dans les années 1960 et au début des années 1970. Il fait des tournées avec George Clinton et les Funkadelic à la fin des années 1970 et au début des années 1980 et collabore également sur un album de ces derniers, sorti en 1983. L'album se vend peu et les critiques sont mitigées. Dépassé par son problème avec la drogue, Sly Stone disparaît progressivement de la lumière des projecteurs ; en 1984, son vieil ami Bobby Womack réussit à le convaincre d'entrer en cure de désintoxication. Sly continue à sortir à intervalles irréguliers de nouveaux titres et collaborations jusqu'en 1987, quand il est arrêté et condamné pour détention et usage de cocaïne. À sa sortie de prison, Sly arrête définitivement d'enregistrer de nouveaux titres.

### Les retrouvailles du groupe
Depuis la seconde moitié des années 1990, plusieurs membres des Family Stone ont collaboré. En mai 1997, à l'occasion de Sinbad's Soul Music Festival, à Aruba, un des concerts réunit quatre membres de Family Stone : Larry Graham, Rose Stone, Cynthia Robinson et Jerry Martini. Robinson et Martini rejoignent Graham Central Station quand Larry Graham relance le groupe plus tard la même année. Le groupe effectue une tournée aux côtés de Prince, un fervent admirateur de Sly & The Family Stone. De son côté, Rose Stone est invitée par le groupe Fishbone pour chanter sur leur reprise du titre Everybody Is A Star, accompagnée au chant par Gwen Stefani. Ce titre fait partie de l'album Fishbone & the Familyhood Nextperience Present: The Psychotic Friends Nuttwerx, qui sort le 21 mars 2000.
En 2003, les membres originaux de Family Stone, à l'exception de Sly et de Larry Graham, se réunissent pour enregistrer un album de seize pistes. En 2005, Vet Stone, Cynthia Robinson, et la fille de Rose Stone, Lisa Stone, forment un groupe simplement appelé Family Stone, dont le premier album est produit par Sly Stone. Le groupe s'appelle à l'origine Phunk Phamily Affair  mais est renommé en décembre 2005 par Sly lui-même. Jerry Martini continue aussi de jouer dans un groupe appelé Family Stone Experience. Plusieurs anciens membres de Sly & the Family Stone participent à la tournée, comme Greg Errico, Cynthia Robinson, Dawn Silva et Gail Muldrow. Family Stone Experience participe à plusieurs festivals avec James Brown et George Clinton. Ses deux formations servent à faire perdurer l’image la Family Stone, alternant chansons de leur propres compositions et reprises du répertoire de Family Stone.
Après leur performance à la cérémonie des Grammy Awards, Rose Stone, Cynthia Robinson et Herry Martini décident que le moment est venu de reformer le groupe le temps d’une tournée. Ensemble et accompagnés de musiciens de la nouvelle scène funk, ils prennent le chemin de la scène sous le nom de The Original Family Stone. Leur tournée est programmée pendant toute l'année 2007, et les emmène dans plus de soixante-quinze villes à travers les États-Unis et l'Europe.
Lors de quelques dates en Europe en juillet 2007, Sly Stone en personne se joint à la Family Stone, ne faisant que toutefois de très brèves apparitions sur scène. Le groupe, lors de la tournée européenne de juillet, est composé de quatre membres originaux de l'époque Fresh : Sly Stone, Cynthia Robinson, Pat Rizzo et la sœur de Sly, Vet Stone. Plus la tournée avance, meilleures sont les performances scéniques de Sly, le concert à Paris est le premier à obtenir une critique positive.
En 2014, leur chanson I want to take you higher apparaît dans la bande-annonce du film Inherent Vice.

## Discographie

### Albums studio
- 1967 - A Whole New Thing
- 1968 - Dance to the Music
- 1968 - Life
- 1969 - Stand!
- 1971 - There's a Riot Goin' On
- 1973 - Fresh
- 1974 - Small Talk
- 1976 - Heard Ya Missed Me, Well I'm Back
- 1979 - Back on the Right Track
- 1982 - Ain't But the One Way

### Compilations et Albums en public
- 1970 - Greatest Hits (Compilation)
- 1992 - The Best of Sly and the Family Stone (Compilation)
- 2015 - Live at the Fillmore East October 4th & 5th, 1968
- 2019 - Woodstock Sunday August 17, 1969
- 2025 - The First Family: Live at Winchester Cathedral, 1967